# Champigny en Rochereau
Champigny en Rochereau ist eine französische Gemeinde im Département Vienne in der Region Nouvelle-Aquitaine. Sie zählt 1.890 Einwohner (Stand: 1. Januar 2022) und ist Teil des Kantons Migné-Auxances im Arrondissement Poitiers. Champigny en Rochereau wurde am 1. Januar 2017 als Commune nouvelle aus den bisherigen Gemeinden Champigny-le-Sec und Le Rochereau gebildet. Der Verwaltungssitz befindet sich in der Ortschaft Champigny-le-Sec.

## Geografie
Champigny en Rochereau liegt etwa 20 Kilometer nordwestlich von Poitiers.

## Gliederung
| Ortsteil                             | ehemaliger INSEE-Code | Fläche (km²) | Einwohnerzahl (2019) |
| ------------------------------------ | --------------------- | ------------ | -------------------- |
| Champigny-le-Sec (Verwaltungssitz)00 | 86053                 | 24,31        | 1110                 |
| Le Rochereau                         | 86208                 | 08,93        | 0851                 |

## Sehenswürdigkeiten

### Champigny-le-Sec
- Dolmen von Fontenaille, seit 1929 Monument historique

### Le Rochereau
- Dolmen de la Bie, seit 1945 Monument historique

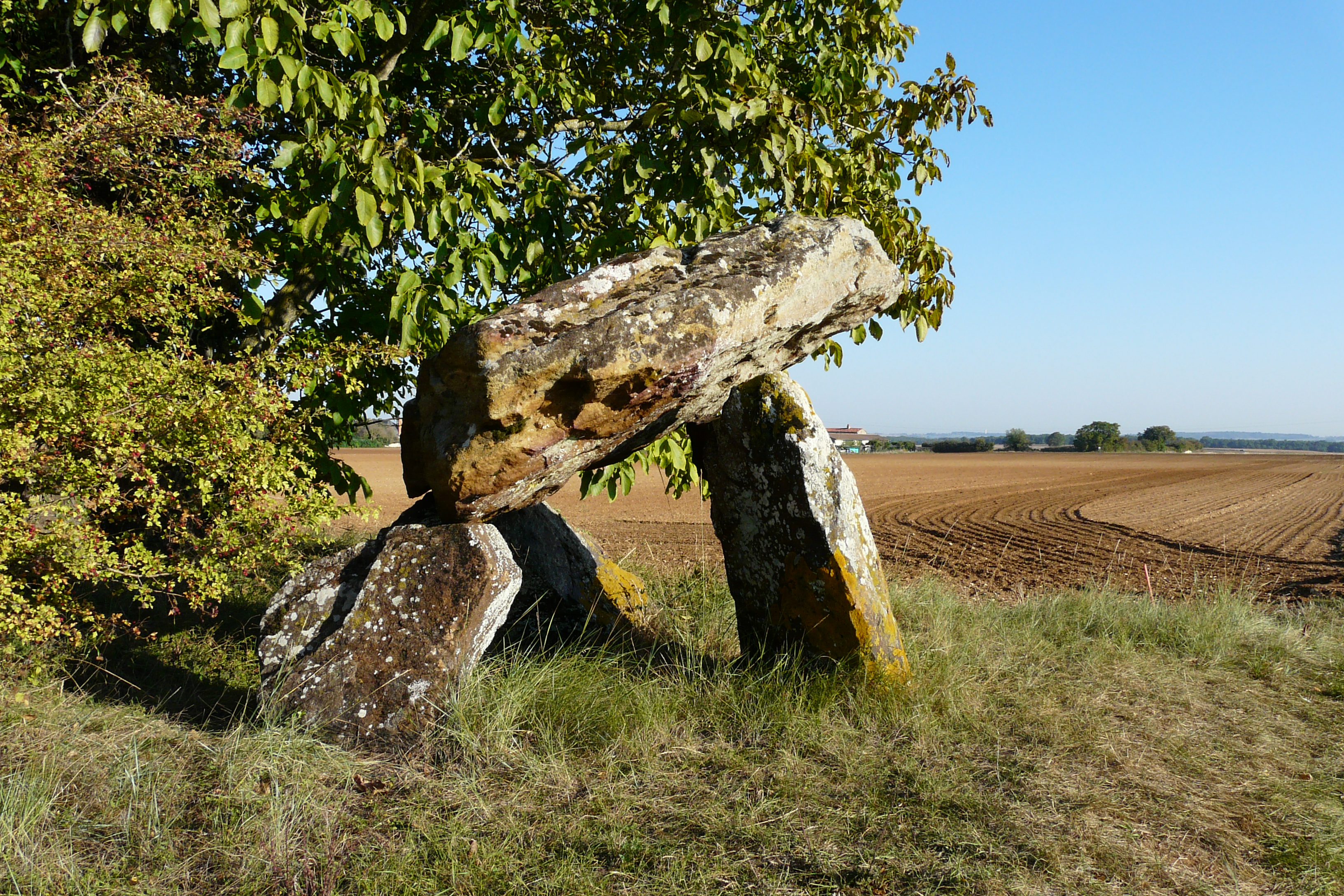
Dolmen von Fontenaille

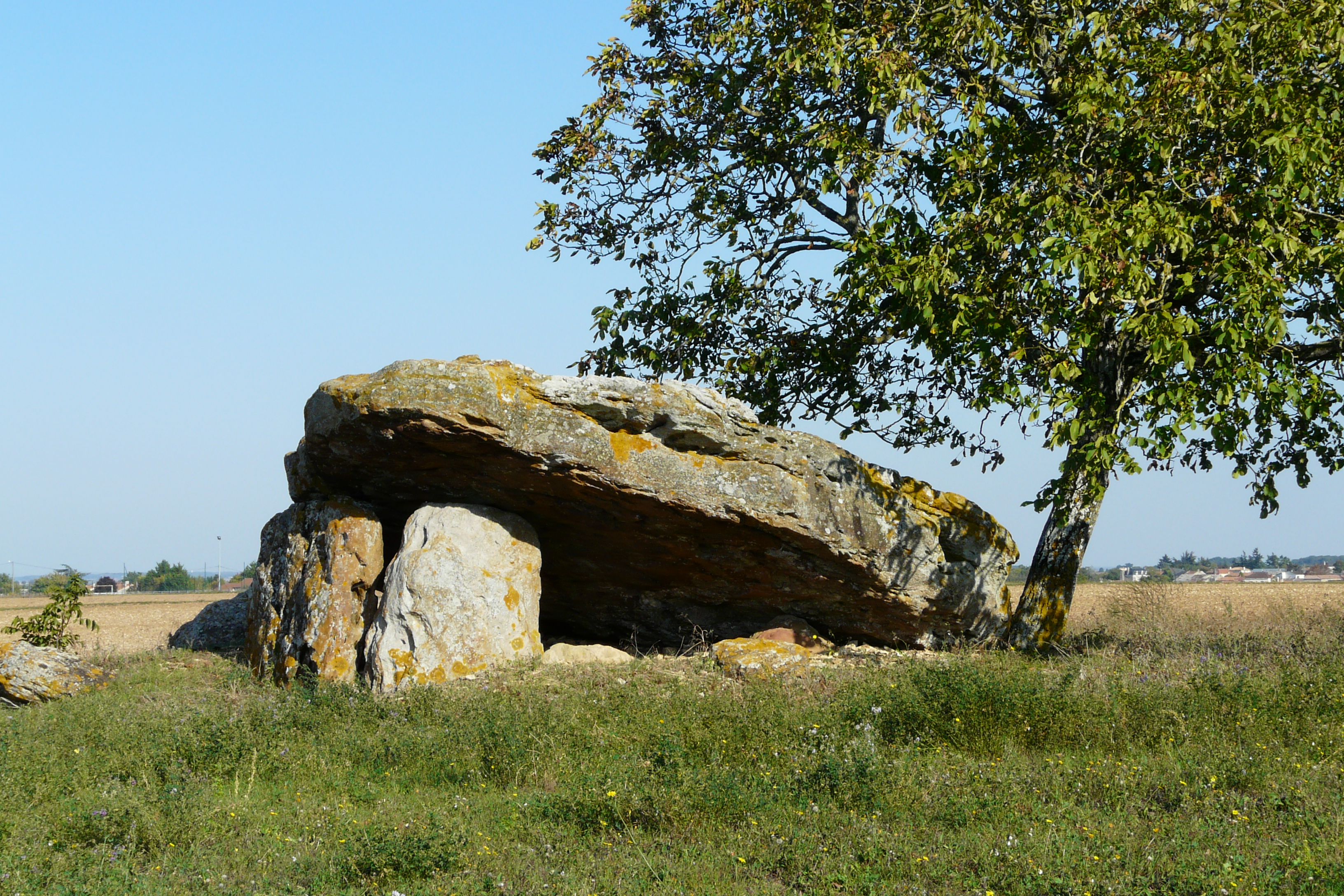
Dolmen von La Bie

## Persönlichkeiten
- Guy Delhumeau (* 1947), früherer Fußballspieler